# Аганур
Аганур (мар. Ананур) — деревня в Куженерском районе Республики Марий Эл. Входит в состав Русскошойского сельского поселения.

## География
Находится в северо-восточной части республики Марий Эл на расстоянии приблизительно 23 км на юго-восток от районного центра посёлка Куженер.

## История
Она образовалась в конце XVIII — начале XIX веков. В 1859 году упоминалась казённым починком со вторым названием Михайлов, в котором было 11 домов, проживал 91 человек. В 1874 году деревня состояла из 28 дворов, в ней проживал 151 мари. В 1943 году в деревне было 55 дворов, проживало 200 человек, в 1955 году 63 двора, 310 человек, в 1989 году 80 хозяйств, 322 жителя, в 2002 году — 59 хозяйств, 187 жителей. В 2005 году здесь было 56 домов. В советское время работал колхоз «Чевер май» (Красный май).

## Население
Население составляло 189 человек (мари 98 %) в 2002 году, 164 в 2010.